# Лазерный модуль
Ла́зерный мо́дуль (лазерный диодный модуль) — устройство, состоящее, как правило, из лазерного диода, оптических компонентов, формирующих лазерное излучение, и электронного компонента, осуществляющего питание и управление лазерным диодом.
В зависимости от назначения, излучение лазерного модуля может быть коллимированным или сфокусированным, иметь форму точки, линии или набора линий, креста, окружности, решётки и т. п. Длина волны модуля варьируется в диапазоне от ультрафиолетовой до средней ИК области. Мощность излучения может быть постоянной либо модулироваться цифровыми или аналоговыми сигналами. В определённых случаях для сохранения длины волны излучения или выходной мощности с высокой точностью модуль может быть снабжен системой термостабилизации лазерного диода. Этот же механизм может использоваться для подстройки в небольших пределах рабочей длины волны модуля. Это только основные параметры лазерного модуля. Полный перечень параметров значительно длиннее и на практике в каждом конкретном случае определяется потребителем модуля.